# Joyas de la Literatura
Joyas de la literatura fue una serie de cómics mexicana publicada por Novedades Editores en la década de los ochenta y noventa.

## Características principales
Un sucesor de Novelas inmortales, este cómic era más grande y a colores, pero al igual que Novelas inmortales reproducía obras de la literatura mundial que eran parte del dominio público.  Dadas estas características, por lo general sus números eran novelas y cuentos del siglo XVIII o XIX de conocidos autores como Julio Verne, Charles Dickens o Mark Twain. Sin embargo, en ocasiones también ofrecía historias basadas en varias mitologías alrededor del mundo como la griega o romana, y hasta maya o azteca e incluso capítulos de la Biblia.
Originalmente la historieta contenía hasta 180 páginas y además de la obra principal, llevaba información biográfica del autor y a veces fragmentos de otros cuentos o historias, que no necesariamente tenían nada que ver con la historia principal.  Desafortunadamente, a principios de los 90 su calidad comenzó a sufrir y fue disminuyendo en número de páginas y ya no contenía siquiera información del autor.